# جکسون فایو
جکسون فایو (به انگلیسی: The Jackson 5) که بعدها با نام جکسون‌ها (به انگلیسی: The Jacksons) فعالیت کردند، نام گروه موسیقی آمریکایی است. این گروه توسط برادران خانواده جکسون با نام‌های جکی، تیتو، جرمین، مارلون و مایکل در سال ۱۹۶۴ شروع به کار کرد. جکسون فایو یکی از بزرگ‌ترین پدیده‌های موسیقی دههٔ ۷۰ میلادی بود.
جکسون فایو با فروش بیش از ۱۰۰ میلیون نسخه از آلبوم‌هایش، دومین گروه مَرد پرفروش موسیقی جهان می‌باشد. ۴ تک‌آهنگ اول جکسون فایو پس از انتشارشان، در آمریکا، شماره یک شدند و این اتفاق از نادرترین اتفاقات صنعت موسیقی بود که باعث ثبت رکوردی جهانی برای این گروه شد.
جکسون فایو از اواخر دههٔ ۷۰ خودشان ترانه می‌نوشتند و موسیقی می‌ساختند.

## افراد
| اعضا         | مدت فعالیت              | ساز                                 | توضیح |
| ------------ | ----------------------- | ----------------------------------- | --- |
| جکی جکسون    | ۱۹۶۴ – ۱۹۹۰             | خوانندهٔ پشتیبان                     | بزرگ‌ترین عضو ‌گروه و دومین بچه خانواده جکسون |
| تیتو جکسون   | ۱۹۶۴ – ۱۹۹۰             | گیتاریست اصلی خواننده               | سومین بچه خانواده جکسون |
| جرمین جکسون  | ۱۹۶۴ – ۱۹۷۵ ۱۹۸۴ – ۱۹۹۰ | گیتار باس خوانندهٔ اصلی بعد از مایکل | چهارمین بچه خانواده جکسون |
| مارلون جکسون | ۱۹۶۴ – ۱۹۸۴             | خواننده پشتیبان                     | هفتمین بچه خانواده جکسون |
| مایکل جکسون  | ۱۹۶۴ – ۱۹۸۴             | خوانندهٔ اصلی و رهبر گروه            | از او به عنوان موفق‌ترین تکخوان تاریخ یاد می‌شود. او با فروش ۷۵۰ میلیون نسخه از آثارش به عنوان پرفروش‌ترین هنرمندان موسیقی یاد می‌شود. او هشتمین بچه خانواده جکسون است. همچنین او در ۲۵ ژوئن ۲۰۰۹ بر اثر ایست قلبی درگذشت و به عنوان تنها عضو درگذشته گروه شناخته می‌شود. |
| رندی جکسون   | ۱۹۷۲٬۱۹۷۵ – ۱۹۹۰        | ضرب کیبرد خواننده                   | زمانی که گروه در سال ۱۹۷۵ به جکسونز تغییر نام داد، به آن پیوست. او نهمین فرزند خانواده جکسون است. |

## عکس‌ها

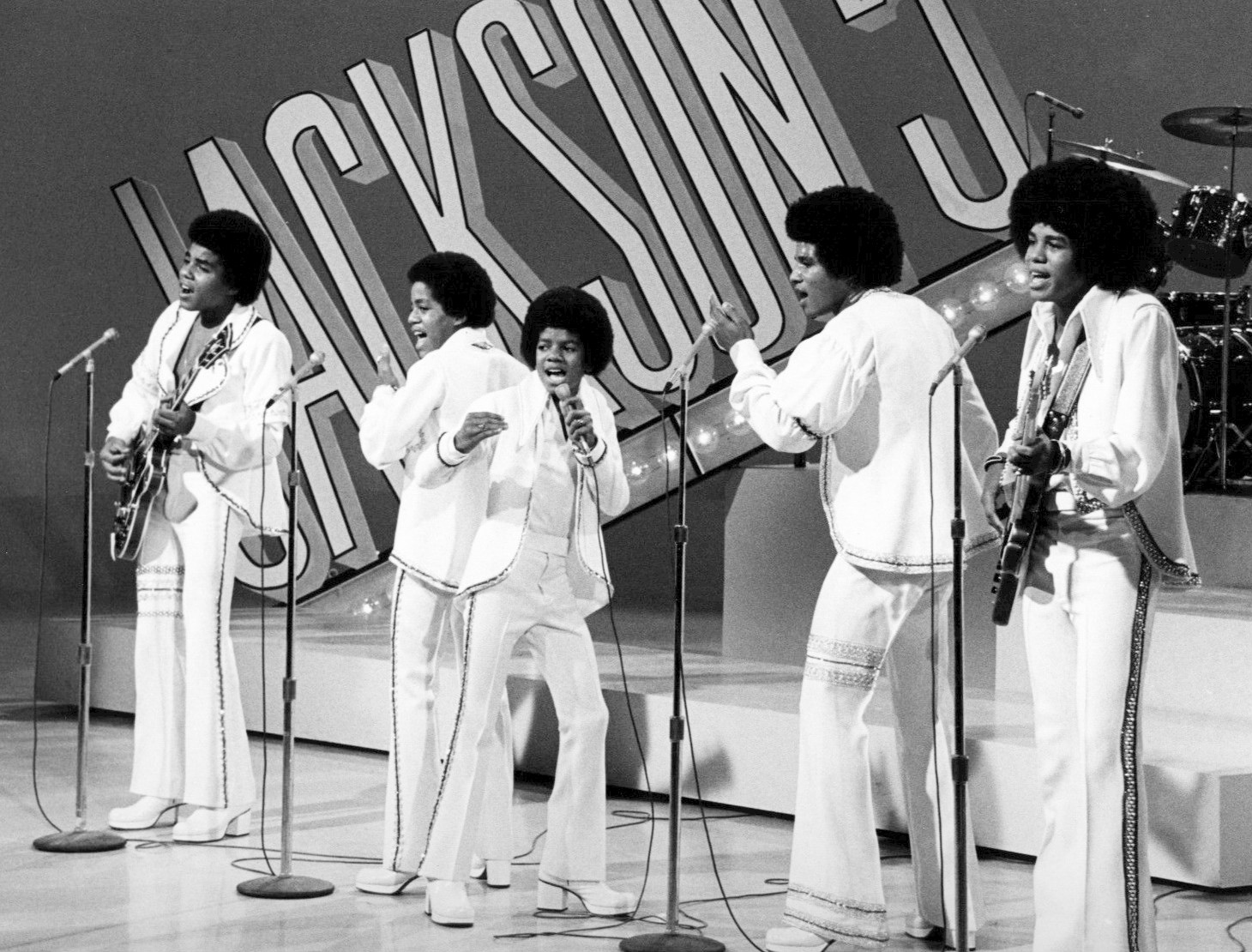
جکسون فایو در سال ۱۹۷۲
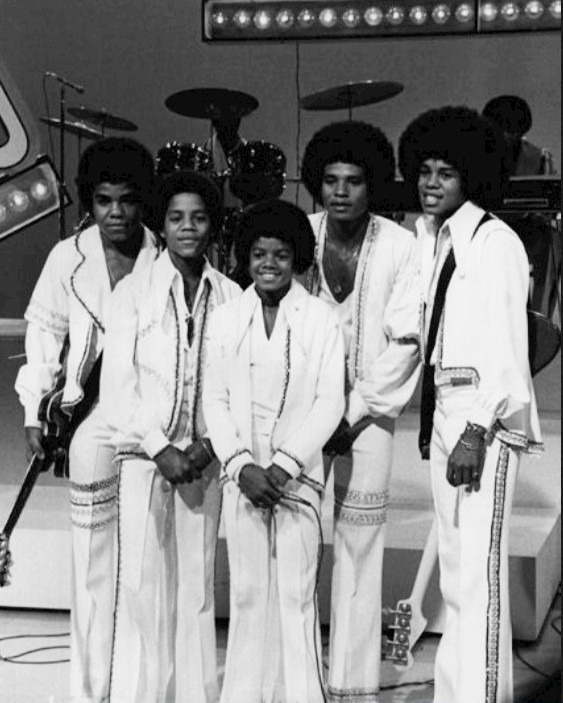
جکسون فایو در سال ۱۹۷۲
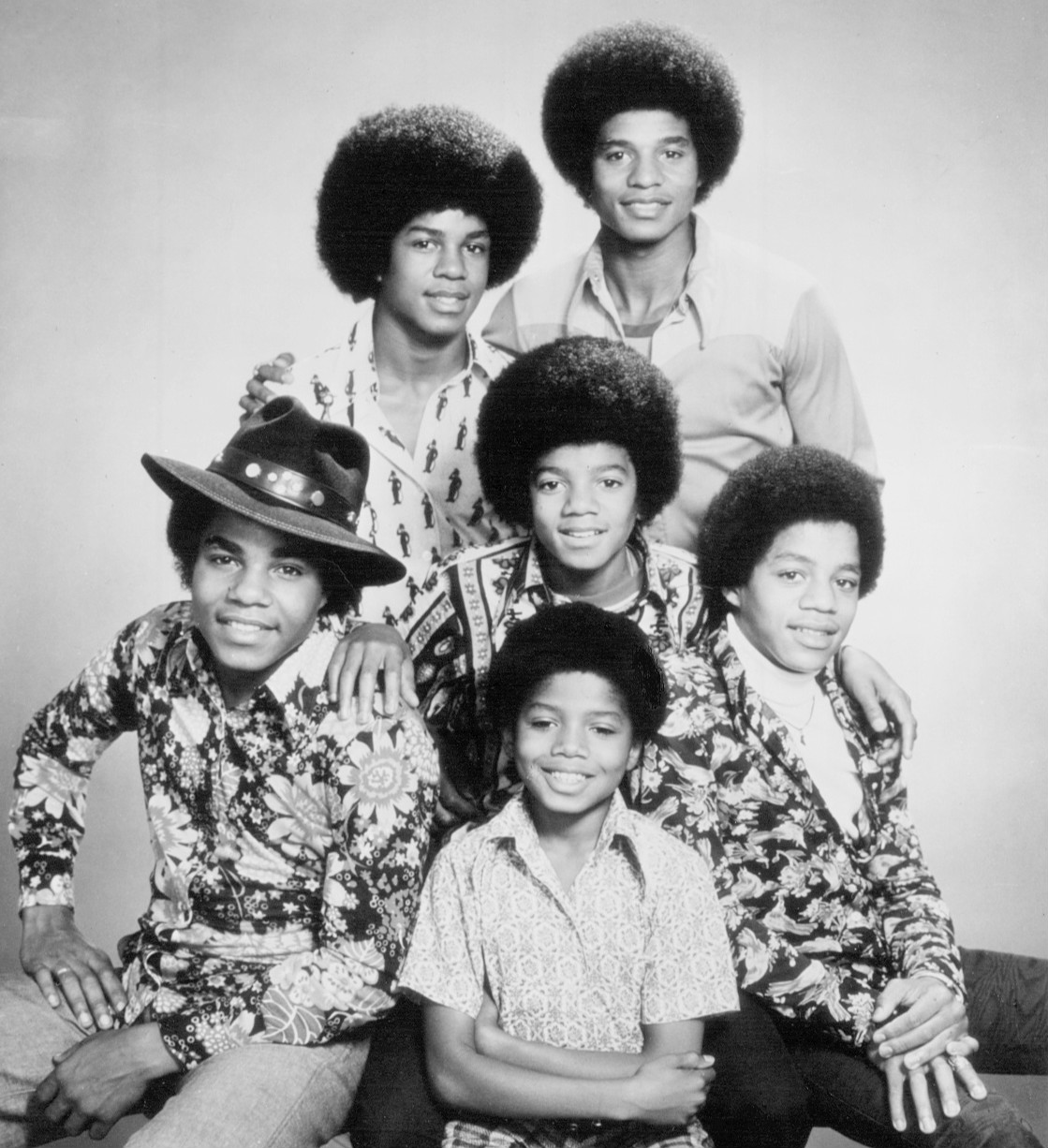
جکسون فایو در سال ۱۹۷۴
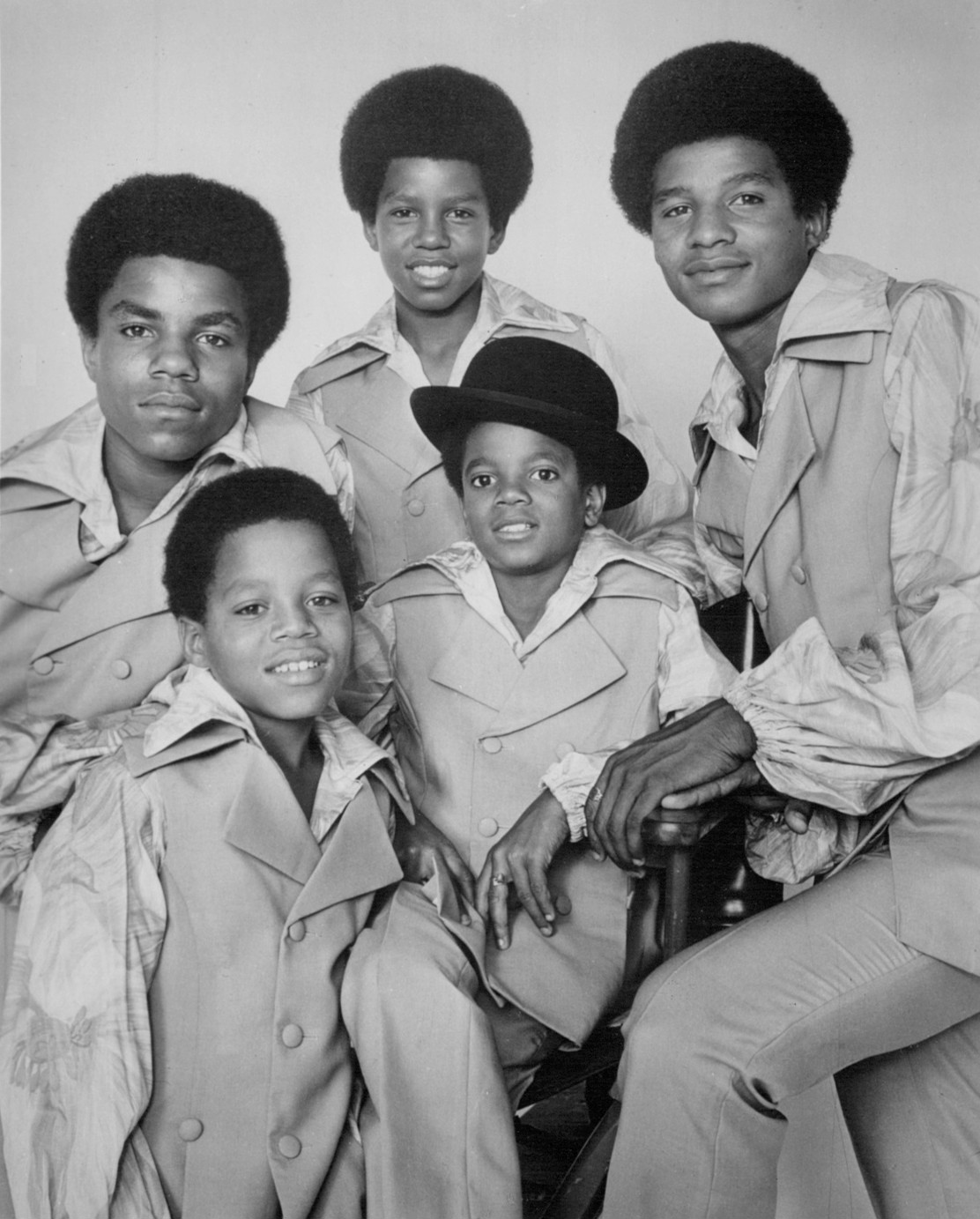
جکسون فایو در سال ۱۹۶۹
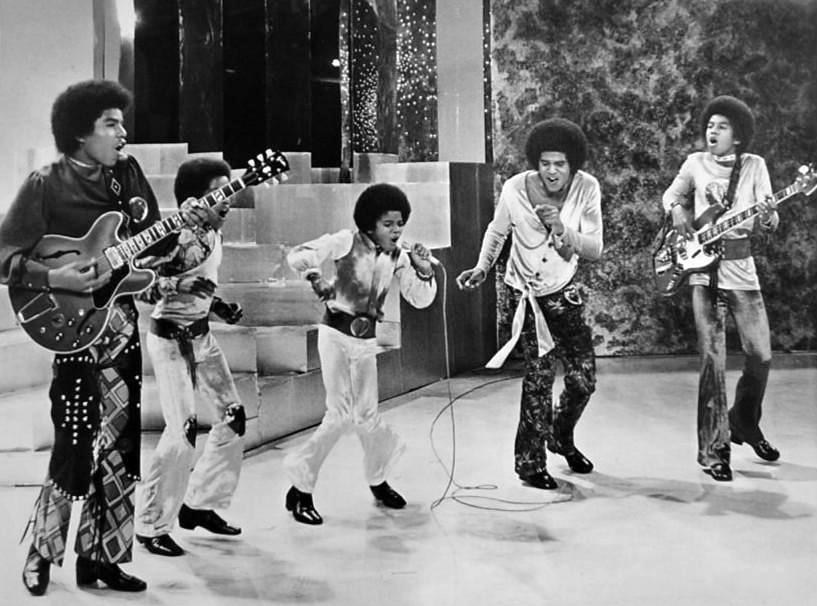
جکسون فایو در سال  ۱۹۷۱
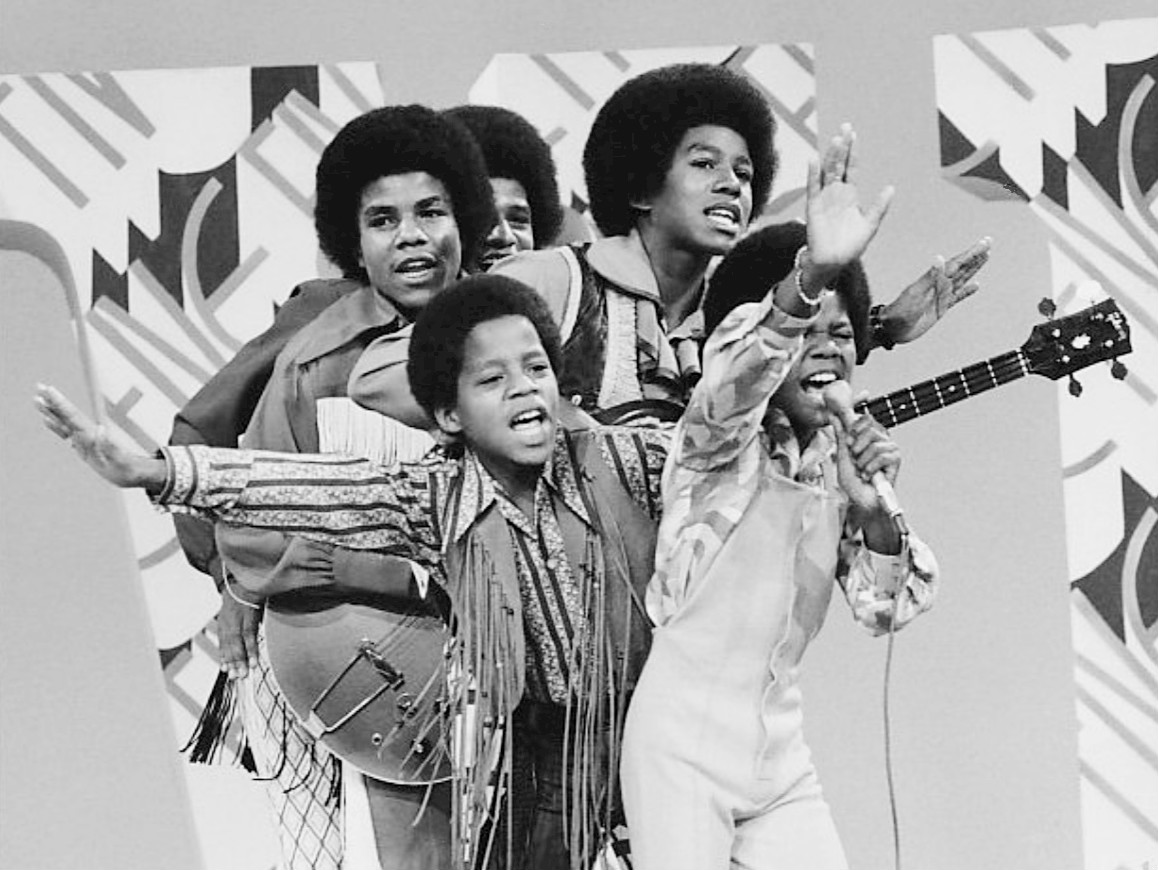
جکسون فایو در سال ۱۹۷۰